# AHL All-Star Classic

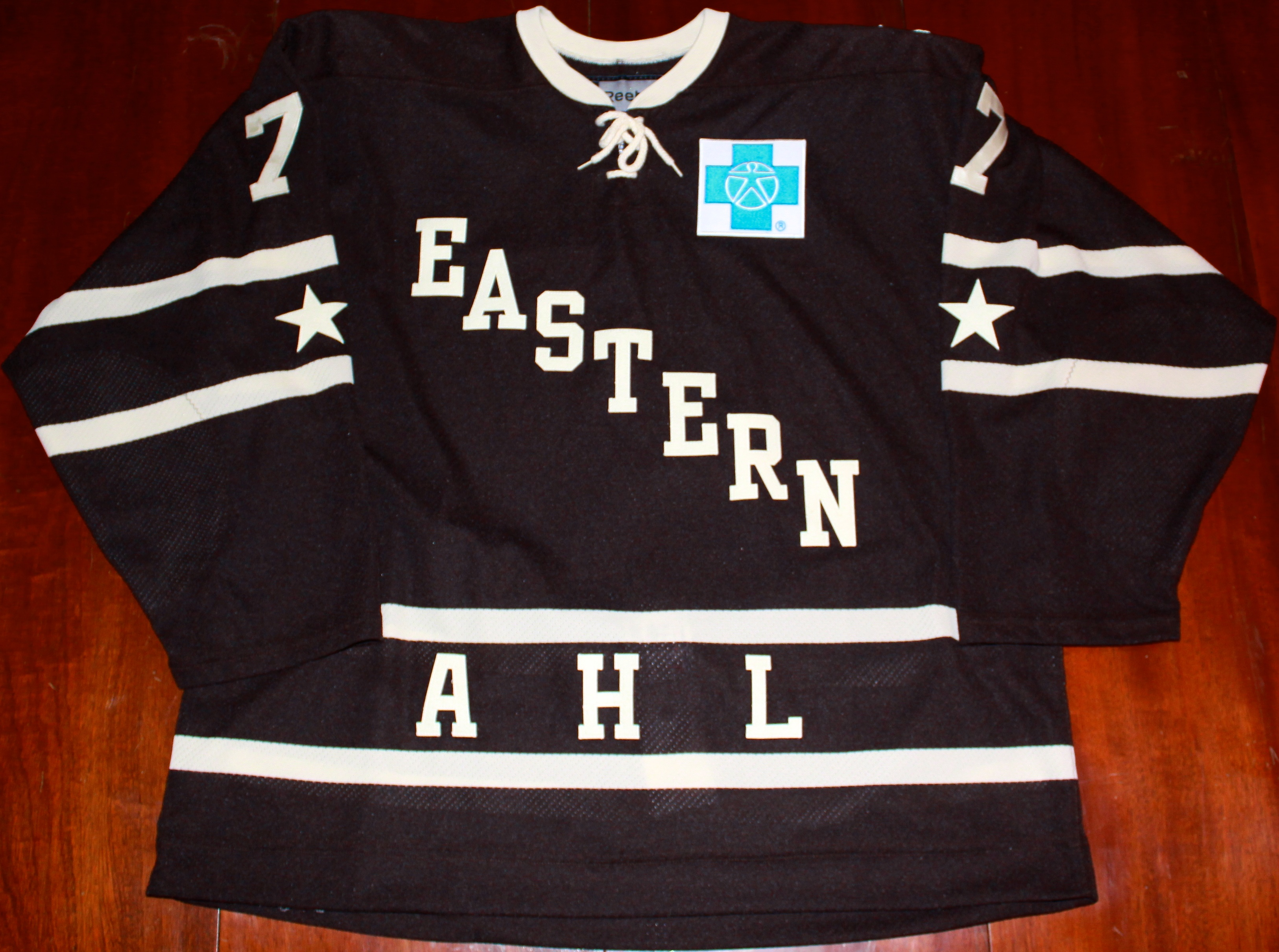
Divisa dell'Eastern AHL All-Star Team del 2011.

L'AHL All-Star Classic, noto anche come AHL All-Star Game, è un evento a cadenza annuale organizzato dalla American Hockey League fra i migliori giocatori della lega. La prima edizione si svolse nel corso della stagione 1941-42 per poi ritornare in calendario dalla stagione 1954-55 fino a quella 1959-60. La AHL reintrodusse l'All-Star Classic a partire dalla stagione 1994-95, mentre dall'anno successivo fu introdotta la gara di abilità "Skills competition". Per diverse stagioni sotto il nome di PlanetUSA militarono tutti i migliori giocatori non provenienti dal Canada. Per la prima volta nel 2016 si svolse un mino torneo fra le formazioni delle quattro divisioni della lega.

## Risultati
| Data             | Arena                                 | Città            | Vincitori           | Punti | Sconfitti          | Punti     |
| ---------------- | ------------------------------------- | ---------------- | ------------------- | ----- | ------------------ | --------- |
| 1º febbraio 2016 | Onondaga War Memorial Arena           | Syracuse         | Central Division    | 4     | Atlantic Division  | 0         |
| 26 gennaio 2015  | Utica Memorial Auditorium             | Utica            | West All-Stars      | 14    | East All-Stars     | 12        |
| 12 febbraio 2014 | Mile One Stadium                      | St. John's       | AHL All-Stars       | 7     | Färjestad BK       | 2         |
| 28 gennaio 2013  | Dunkin' Donuts Center                 | Providence       | West All-Stars      | 7     | East All-Stars     | 6         |
| 30 gennaio 2012  | Boardwalk Hall                        | Atlantic City    | West All-Stars      | 8     | East All-Stars     | 7 (SO)    |
| 31 gennaio 2011  | Giant Center                          | Hershey          | East All-Stars      | 11    | West All-Stars     | 8         |
| 19 gennaio 2010  | Cumberland County Civic Center        | Portland         | Canada              | 10    | PlanetUSA          | 9 (SO)    |
| 26 gennaio 2009  | DCU Center                            | Worcester        | PlanetUSA           | 14    | Canada             | 11        |
| 28 gennaio 2008  | Broome County Veterans Memorial Arena | Binghamton       | Canada              | 9     | PlanetUSA          | 8 (SO)    |
| 29 gennaio 2007  | Ricoh Coliseum                        | Toronto          | PlanetUSA           | 7     | Canada             | 6         |
| 1º febbraio 2006 | MTS Centre                            | Winnipeg         | Canada              | 9     | PlanetUSA          | 4         |
| 14 febbraio 2005 | Verizon Wireless Arena                | Manchester       | PlanetUSA           | 5     | Canada             | 4 (SO)    |
| 9 febbraio 2004  | Van Andel Arena                       | Grand Rapids     | Canada              | 9     | PlanetUSA          | 5         |
| 3 febbraio 2003  | Cumberland County Civic Center        | Portland         | Canada              | 10    | PlanetUSA          | 7         |
| 14 febbraio 2002 | Mile One Stadium                      | St. John's       | Canada              | 13    | PlanetUSA          | 11        |
| 15 gennaio 2001  | First Union Arena at Casey Plaza      | Wilkes-Barre     | Canada              | 11    | PlanetUSA          | 10        |
| 17 gennaio 2000  | Blue Cross Arena                      | Rochester        | Canada              | 8     | PlanetUSA          | 3         |
| 25 gennaio 1999  | First Union Center                    | Philadelphia     | PlanetUSA           | 5     | Canada             | 4 (OT/SO) |
| 11 febbraio 1998 | Onondaga War Memorial                 | Syracuse         | Canada              | 11    | PlanetUSA          | 10        |
| 16 gennaio 1997  | Harbour Station                       | St. John's       | World               | 3     | Canada             | 2 (OT/SO) |
| 16 gennaio 1996  | Hersheypark Arena                     | Hershey          | USA                 | 6     | Canada             | 5         |
| 17 gennaio 1995  | Providence Civic Center               | Providence       | Canada              | 6     | USA                | 4         |
| 10 dicembre 1959 | Eastern States Coliseum               | West Springfield | Springfield Indians | 8     | AHL All-Stars      | 3         |
| 15 gennaio 1959  | Hershey Sports Arena                  | Hershey          | Hershey Bears       | 5     | AHL All-Stars      | 2         |
| 6 ottobre 1957   | Rochester Community War Memorial      | Rochester        | AHL All-Stars       | 5     | Cleveland Barons   | 2         |
| 23 ottobre 1956  | Rhode Island Auditorium               | Providence       | Providence Reds     | 4     | AHL All-Stars      | 0         |
| 10 gennaio 1956  | Duquesne Gardens                      | Pittsburgh       | AHL All-Stars       | 4     | Pittsburgh Hornets | 4         |
| 27 ottobre 1954  | Hershey Sports Arena                  | Hershey          | AHL All-Stars       | 7     | Cleveland Barons   | 3         |
| 3 febbraio 1942  | Cleveland Arena                       | Cleveland        | East All-Stars      | 5     | West All-Stars     | 4         |